# کریستی هووات
کریستی هووات (انگلیسی: Kirsty Howat؛ زادهٔ ۱۹ مهٔ ۱۹۹۷) بازیکن فوتبال اهل بریتانیا است که در حال حاضر برای باشگاه فوتبال زنان رنجرز بازی می‌کند.
وی همچنین در تیم‌های ملی فوتبال زیر ۱۶ سال، زیر ۱۷ سال، زیر ۱۹ سال و بزرگسالان زنان اسکاتلند بازی کرده است.

## دوران باشگاهی
کریستی هووات کار خود را با تیم‌های جوانان باشگاه فوتبال زنان لوچار تایستل در دامفریس و باشگاه فوتبال زنان رنجرز آغاز کرد و در سال ۲۰۱۴ با رنجرز در لیگ برتر فوتبال زنان اسکاتلند به میدان رفت. سال بعد او به سلتیک پیوست. او دو فصل را در این تیم گذراند. در ۱۸ ژانویه ۲۰۱۸ به رقیب و مدافع عنوان قهرمانی، باشگاه فوتبال زنان گلاسگو سیتی منتقل شد. او اولین عنوان SWPL خود را به دست آورد و همچنین در لیگ قهرمانان زنان اروپا برای اولین بار بازی کرد. او با دو عنوان لیگ و یک مدال جام حذفی فوتبال زنان اسکاتلند از این باشگاه خارج شد.
در دسامبر ۲۰۲۰، هووات به رنجرز بازگشت. او قرارداد پیش‌نویس را شش ماه قبل امضا کرده بود. هم‌تیمی او سم کر نیز همین انتقال را انجام داد. او همچنین با راشل مک لاکلان در این راه همراهی کرد. در فصل اول کامل خود با گرز، در فصل ۲۰۲۲–۲۰۲۱ لیگ برتر فوتبال زنان اسکاتلند، هووات بخشی از تیمی بود که برای اولین بار در تاریخ باشگاه SWPL را کسب کرد. در فصل دوم، آن‌ها لیگ‌کاپ اسکاتلند نیز را برای اولین بار به دست آوردند (او در فینال مسابقات گلزنی کرد)، و در فصل سوم، آن‌ها عنوان قهرمانی لیگ کاپ زنان اسکاتلند را برای خود حفظ کردند و اولین جام حذفی خود را به دست آوردند، و همچنین در هر دو سال به‌طور نزدیک از عنوان لیگ ناکام ماندند.

## دوران ملی
هووات به تیم ملی زیر ۱۶ سال اسکاتلند برای یک تورنمنت دوستانه در پرتغال دعوت شد، جایی که او در بازی‌هایی در برابر پرتغال، هلند و اتریش بازی کرد و اولین گل خود را در بازی مقابل اتریش به ثمر رساند. چند ماه بعد، او به تیم زیر ۱۷ سال توسط مربی پائولین همیل برای دو بازی دوستانه در برابر ولز دعوت شد و در اولین بازی خود گلزنی کرد. هووات عضوی از تیمی بود که در مراحل مقدماتی قهرمانی اروپا زیر ۱۷ سال اروپا ۲۰۱۴ در انگلستان رقابت کرد؛ این بازی‌ها قبل از پایان سال ۲۰۱۳ برای کسب صلاحیت حضور در جام جهانی زنان زیر ۱۷ سال ۲۰۱۴ کاستاریکا که برای بهار ۲۰۱۴ برنامه‌ریزی شده بود، برگزار شد. او سپس در فهرست تیم برای قهرمانی اروپا ۲۰۱۳ قرار گرفت و در تمام سه بازی شرکت کرد: اسکاتلند در برابر فرانسه ۱–۰ و آلمان ۴–۲ شکست خورد و در بازی آخر برابر اسپانیا به تساوی رسید و حذف شد.
در سال ۲۰۱۴، او در تیم زیر ۱۹ سال قرار گرفت و در قهرمانی اروپا ۲۰۱۴ بازی کرد؛ هووات در دو بازی از سه بازی شرکت کرد، یک پیروزی ۲–۰ در برابر بلژیک و یک شکست ۳–۲ در برابر هلند، و بازی ۵–۰ را در برابر نروژ از دست داد. او همچنین در بازی‌های مقدماتی قهرمانی زیر ۱۷ سال اروپا در سال ۲۰۱۵ و ۲۰۱۶ قهرمانی اروپا شرکت کرد.
هووات برای اولین بار در سپتامبر ۲۰۲۳ به تیم ملی بزرگسالان اسکاتلند اضافه شد و جانشین اما واتسون مصدوم شد. او در چندین بازی به عنوان تعویض استفاده نشده بود و سپس در ۱۳ ژوئیه ۲۰۲۴ در یک مسابقه مقدماتی یورو ۲۰۲۵ در نیترا از روی نیمکت به میدان رفت.